# Harleyville
Harleyville – miasto w Stanach Zjednoczonych, w stanie Karolina Południowa, w hrabstwie Dorchester.